# Arhopala nava
Arhopala nava är en fjärilsart som beskrevs av Hans Fruhstorfer 1934. Arhopala nava ingår i släktet Arhopala och familjen juvelvingar. Inga underarter finns listade i Catalogue of Life.